# Tanytarsus irioopeus
Tanytarsus irioopeus är en tvåvingeart som beskrevs av Sasa och Suzuki 2000. Tanytarsus irioopeus ingår i släktet Tanytarsus och familjen fjädermyggor. Inga underarter finns listade i Catalogue of Life.